# Lista de membros correspondentes da Academia Brasileira de Ciências empossados em 2002
Esta lista contém os nomes dos membros correspondentes da Academia Brasileira de Ciências empossados em 2002. 
| Imagem | Nome                     | Datas de nascimento e falecimento      | Local de nascimento | Área de especialização | Alma mater                               | Data de posse       | Conhecido por                                               | Referências |
| ------ | ------------------------ | -------------------------------------- | ------------------- | ---------------------- | ---------------------------------------- | ------------------- | ----------------------------------------------------------- | ----------- |
|        | Gerd Wilhelm Kohlhepp    | 21 de março de 1940                    | Alemanha            | Ciências da Terra      | Universidade de Heidelberg, Alemanha     | 03 de junho de 2002 |                                                             | [ 2 ]       |
|        | Joseph Marie Bové        | 05 de maio de 1929 02 de junho de 2016 | Luxemburgo          | Ciências Biológicas    | fr:Institut national agronomique, França | 03 de junho de 2002 | É membro correspondente da Académie des Sciences da França. | [ 3 ] [ 4 ] |
|        | Nicole Marthe Le Douarin | 20 de agosto de 1930                   | Lorient, França     | Ciências Biológicas    | Universidade de Paris, França            | 03 de junho de 2002 | É membro da Pontifícia Academia das Ciências (1999).        | [ 5 ]       |
|        | Richard Gerald Weiss     | 13 de novembro de 1942                 | Ohio, EUA           | Ciências Químicas      |                                          | 03 de junho de 2002 |                                                             | [ 6 ]       |